# Glenn Helberg
Glenn Helberg (Willemstad, 12 januari 1955) is een Curaçaos-Nederlands psychiater en activist.

## Opleiding
Helberg, wiens ouders uit Suriname kwamen, doorliep het Peter Stuyvesant College (PSC) op Curaçao en studeerde geneeskunde aan de Universiteit Utrecht. In zijn studietijd hield hij zich onder meer bezig met balletdans. Na zijn afstuderen was hij werkzaam als huisarts op Curaçao. Hij specialiseerde zich vervolgens in de psychiatrie aan het Universitair Medisch Centrum Groningen en het Universitair Medisch Centrum Utrecht (kinder- en jeugdpsychiatrie). 

## Antillianen in Nederland
Helberg heeft zich ingezet om de positie van Antillianen in Nederland te verbeteren. Hij was voorzitter van de Antilliaanse belangenorganisatie OCAN, lid van de Raad van Advies van het College voor de Rechten van de Mens, en voorzitter van de Denktank Sociale Cohesie in Zeeburg (Amsterdam). Helberg kaartte regelmatig taboes aan binnen de Antilliaanse gemeenschap, zoals afwezig vaderschap en homoseksualiteit. In 2011 was hij initiatiefnemer van de eerste Antilliaanse boot op de Amsterdamse Pride. In 2013 ontving hij voor zijn maatschappelijke inzet een koninklijke onderscheiding.

## Transculturele psychiatrie
Naast de westerse psychiatrie verdiepte Helberg zich in de psychiatrie van niet-westerse culturen; zelf noemt hij dit "transculturele psychiatrie". Zo worden, volgens Helberg, sommige Surinaamse gezinnen verscheurd omdat een deel van de familie het christendom aanhangt terwijl een ander deel winti, de godsdienst van moederland Afrika, wil belijden. Veelal voelt de eerstgenoemde groep zich moreel verheven boven laatstgenoemde. Die houding is een directe doorwerking van het Nederlands koloniaal verleden. De neurotische conflicten die nog steeds daarop zijn terug te voeren komen in Helberg's spreekkamer binnen. Helberg pleit ervoor te stoppen met het spreken over 'afgoderij' en de waardigheid van Afrikaanse filosofie en religie te erkennen. Evenmin zouden we nog moeten denken in termen van meer- en minderwaardigheid op basis van huidskleur. Helberg richtte samen met anderen het Expertisecentrum Transculturele Therapie op in Amsterdam. Het expertisecentrum gaat ervan uit "dat iedereen in een systeem leeft en een relatie tot één of meerdere culturen heeft – óók de witte Nederlander".

## Politiek
Bij de Tweede Kamerverkiezingen van 2017 was Glenn Helberg lijstduwer van Artikel 1. Enige commotie ontstond toen hij in aanloop naar deze verkiezingen stelde dat "de Joodse lobby" het Nederlandse beleid ten aanzien van Israël bepaalt.

## Televisie
Op 7 augustus 2017 stond Helberg centraal in een aflevering van het televisieprogramma Zomergasten. In dit programma sprak hij open over zijn homoseksualiteit en liet hij onder meer een fragment zien van de Amerikaanse dekoloniaal denker James Baldwin (1924-1987).
In 2023 startte Helberg een samenwerking met VICE Nederland, door mee te doen aan een serie genaamd The Therapist. In deze serie gaat hij vanuit zijn rol als psychotherapeut in gesprek met bekende Nederlandse artiesten om te zien wat er schuil gaat achter hun publieke persoonlijkheid.

## Onderscheidingen
In 2013 werd Helberg onderscheiden als ridder in de Orde van Oranje Nassau vanwege zijn inzet voor de maatschappelijke positie van Antillianen en Arubanen in Nederland en de rest van het Koninkrijk der Nederlanden.
In 2019 werd hem de Black Achievement Award-oeuvreprijs toegekend.
In 2021 ontving Helberg de Jos Brink Oeuvreprijs als mental health father van de queer community.

## Publicaties
- Sylvana Simons, Glenn Helberg e.a. (2017), Art1kel : een nieuwe politiek van gelijkwaardigheid. Uitgangspunten en partijprogramma. Uitgeverij Conserve, Schoorl
- Glenn Helberg (2020), Door jouw liefde en de liefde van mijn voorouders gaat het goed. In: Heilzame verwerking van het slavernijverleden voor 'wit' en 'zwart', een bijdrage vanuit de kerken, Amsterdam, Stichting Lutherse Uitgeverij en Boekhandel
- Glenn Helberg en Irene Zwaan (2021), Als ik luister : persoonlijke reflecties over de complexiteit en diversiteit van ons bestaan. Visie op de rol van de psychiatrie in onze samenleving vanuit het perspectief van niet-westerse culturen.  Nijgh & Van Ditmar, Amsterdam
- Ragna Heidweiler, Emma Levie (2021), In voor- en tegenspoed : maar alleen als jij de afwas doet : handboek voor een nieuwe rolverdeling. Nijgh & Van Ditmar, Amsterdam (expert-interview met Helberg)
- Glenn Helberg en Mona van den Berg (2022), #NietGayGenoeg de naakte waarheid, LGBT Asylum Support, Groningen